# 우암부주

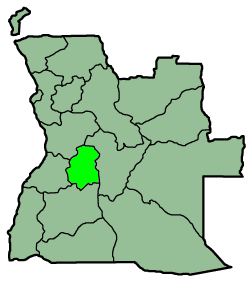
우암부 주의 위치

우암부주(Huambo)는 앙골라의 주로, 주도는 우암부이며 면적은 34,270km2, 인구는 약 1,900,000명이다.